# Johannapark

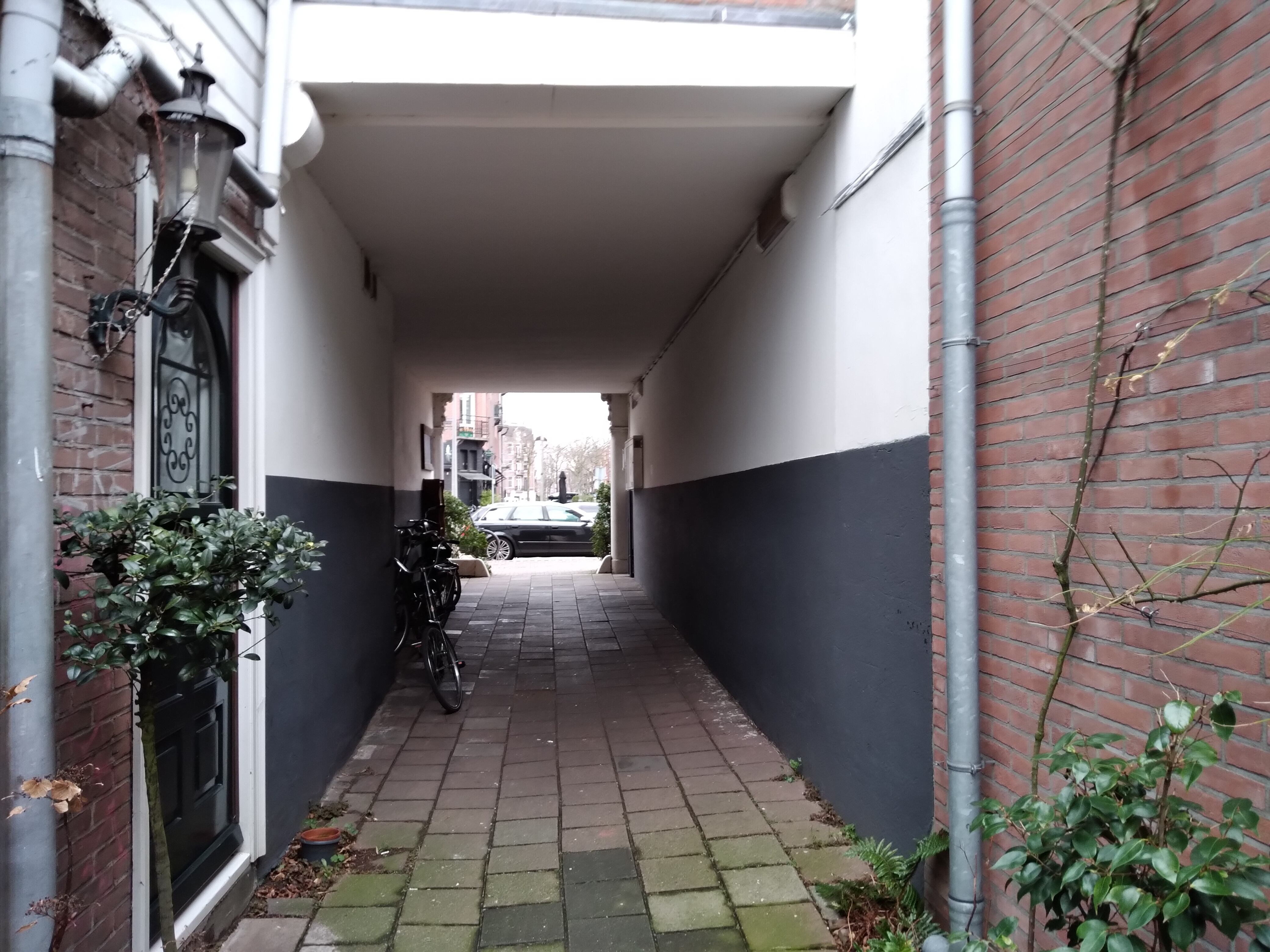
Poort van Johannapark naar Overtoom (februari 2021)

Johannapark is een kleine straat in Amsterdam-West. Anders dan de naam doet vermoeden, is het geen park.

## Ligging
Het straatje is amper zeventig meter lang. Het is een zijstraat van de Overtoom richting Vondelpark, maar geeft daar geen toegang toe. Het is een voetgangersgebiedje dat richting Vondelpark doodloopt. Aan de Overtoom is tussen huisnummer 353 en 355 is een poortgebouwtje uit circa 1850 verantwoordelijk voor de toegang tot het straatje. Men gaat ervan uit dat er in het verleden wel een toegang naar het park was, maar in 1932 was er al sprake van een doodlopende steeg.

## Naam
De straatnaam Johannapark is een onopgelost vraagstuk. De naam werd in ieder geval verleend door de gemeente Nieuwer-Amstel. De straatnaam dook in de officiële papieren op bij de verkoop van (een deel van) het complex in 1881. In 1913 was men echter al het spoor van de achtergrond bijster en werd opgenomen dat de naam wellicht door de bouwondernemer aan het wijkje is gegeven en later is overgenomen door Nieuwer-Amstel, gevolgd in 1896 door Amsterdam. In 1932 bij een onderzoek van Amstelodanum werd teruggevonden dat het begrip “park” hier ruim gelezen moet worden. Het werd destijds (19e eeuw) wel gebruikt als aanduiding van een separaat liggen buurtje, hetgeen nog terug te vinden is in het begrip villapark. Aan het Vondelpark lag bijvoorbeeld ook het Prinses Mariepark, dat al in 1932 niet meer terug te vinden was (het moet ergens tussen huisnummer 467 en 469 gelegen hebben). Waarom het parkje naar Johanna werd genoemd is ook in de 21e eeuw onduidelijk.

## Geschiedenis
De woningen aan de straat dateren uit de periode 1877/1878. Het gebied dat lag tussen de Stads- en Godshuispolder en het Vondelpark behoorde in die jaren aan de gemeente Nieuwer-Amstel toe. De gemeentegrens tussen Nieuwer-Amstel en Amsterdam was grillig en liep van zuid naar noord dwars door het Vondelpark ongeveer ter hoogte van het eind van de P.C. Hooftstraat (dat nog bij Amsterdam behoorde) en dan naar het noordwesten ongeveer bij Vondelstraat 89. Die Vondelstraat was er deels al, maar hield bij de gemeentegrens op.
Er lagen tussen de Overtoom en het Vondelpark allerlei slootjes die behoorden bij het afwateringssysteem van de Buitenveldertse Binnenpolder. Om de strook te kunnen bebouwen werden slootjes gedempt en hier en daar werd op die vlakte een steeg aangelegd. Die strook werd bebouwd vanaf 1867 tot 1900, maar ook daarna ging de bebouwing door. Soortgelijke straatjes zijn de Kattenlaan, Schoolstraat, Saxenburgerstraat (en Saxenburgerdwarsstraat!), Reyer Anslotstraat, Vondelkerkstraat en Frederiksstraat.
In 1882, wanneer de stad steeds verder westwaarts oprukt, maakte architect Nicolaas Redeker Bisdom een plattegrond voor een planmatige bebouwing van de genoemde polder voor beide gemeenten. Hij situeerde daarbij de ingang van de Staringstraat en toegang tot het Staringplein vrijwel recht tegenover de opening van het Johannapark. 
De straat wordt afgesloten door een muur waarachter 20e-eeuwse bebouwing (1995) werd neergezet in toen modieus zijnde pasteltinten. Deze bebouwing, een zorgcentrum voor geestelijk gehandicapten, kwam er na protesten van de bewonersvereniging Johannapark.

## Gebouwen
Aan het straatje staat een rijtje van zes woningen (huisnummers 1-6) met aan de overzijde opslagruimten van later datum. P.J. de Greeuw, die als architect op de bouwtekeningen staat maar ook de opdrachtgever kan zijn, mocht van Nieuwer-Amstel hier dat rijtje woningen bouwen. Het zijn voor zover bekend de enige gebouwen binnen Amsterdam die door hem zijn ontworpen. Vermoedelijk was hij geen architect van beroep, maar deed hij dat erbij. Ten tijde van de revolutiebouw eind 19e eeuw was het gangbaar functies in de bouwwereld te combineren. De zes panden zijn vrijwel identiek een-om-een gespiegeld. Boven de begane grond zijn nog twee verdiepingen geplaatst met daarop een zolderetage onder een schilddak. Dat schilddak gaat overigens schuil achter een behoorlijk brede daklijst; per dak is er een venster, waar de hijsbalken voor geplaatst zijn. Tussen de begane grond en de bovenverdiepingen is een siermetselwerklijst te zien. De woningen zijn per 16 december 2008 tot gemeentelijk monument verklaard waarbij een aantal redenen werd gegeven:
- de bijzondere locatie (de smalle strook) en de daarvoor typerende bebouwing;
- een voorbeeld van stadsontwikkeling in het bijzonder die langs de Overtoom
- nog oorspronkelijk in hoofdvorm en detaillering
- voorbeeld van goede woningen voor arbeiders- of middenklasse.

Huisnummer 1 draagt in de buitenmuur van de begane grond een eerste steen: 
De eerste steen gelegd door P. Joh.s de Greeuw 9 februari 1878
 Van datzelfde pand is de noordelijke blinde gevel opgesierd door middel van een muurschildering met een weergave alsof er ook daar vensters aanwezig zijn.

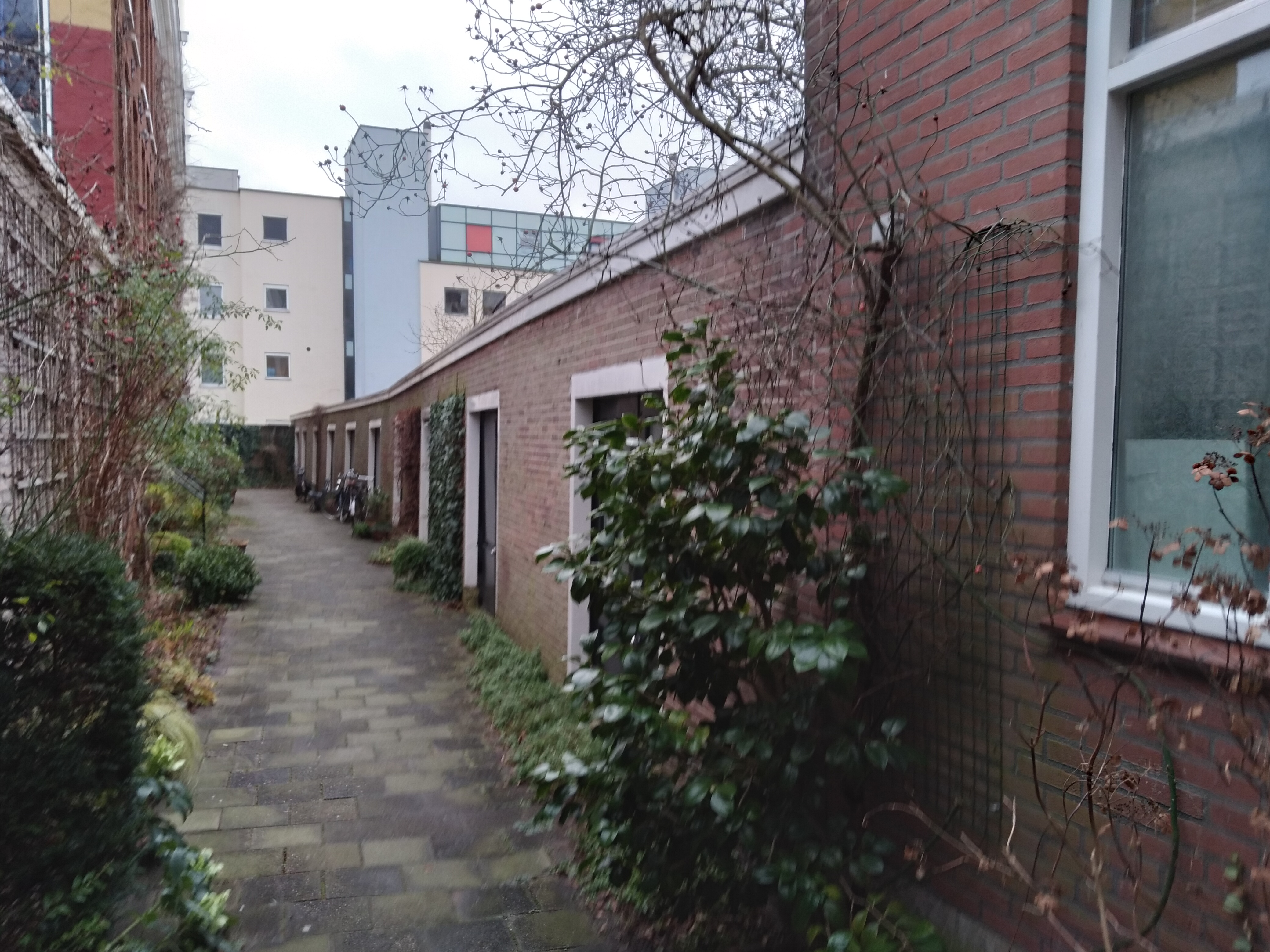
Bergingen (geen monument) (februari 2021)

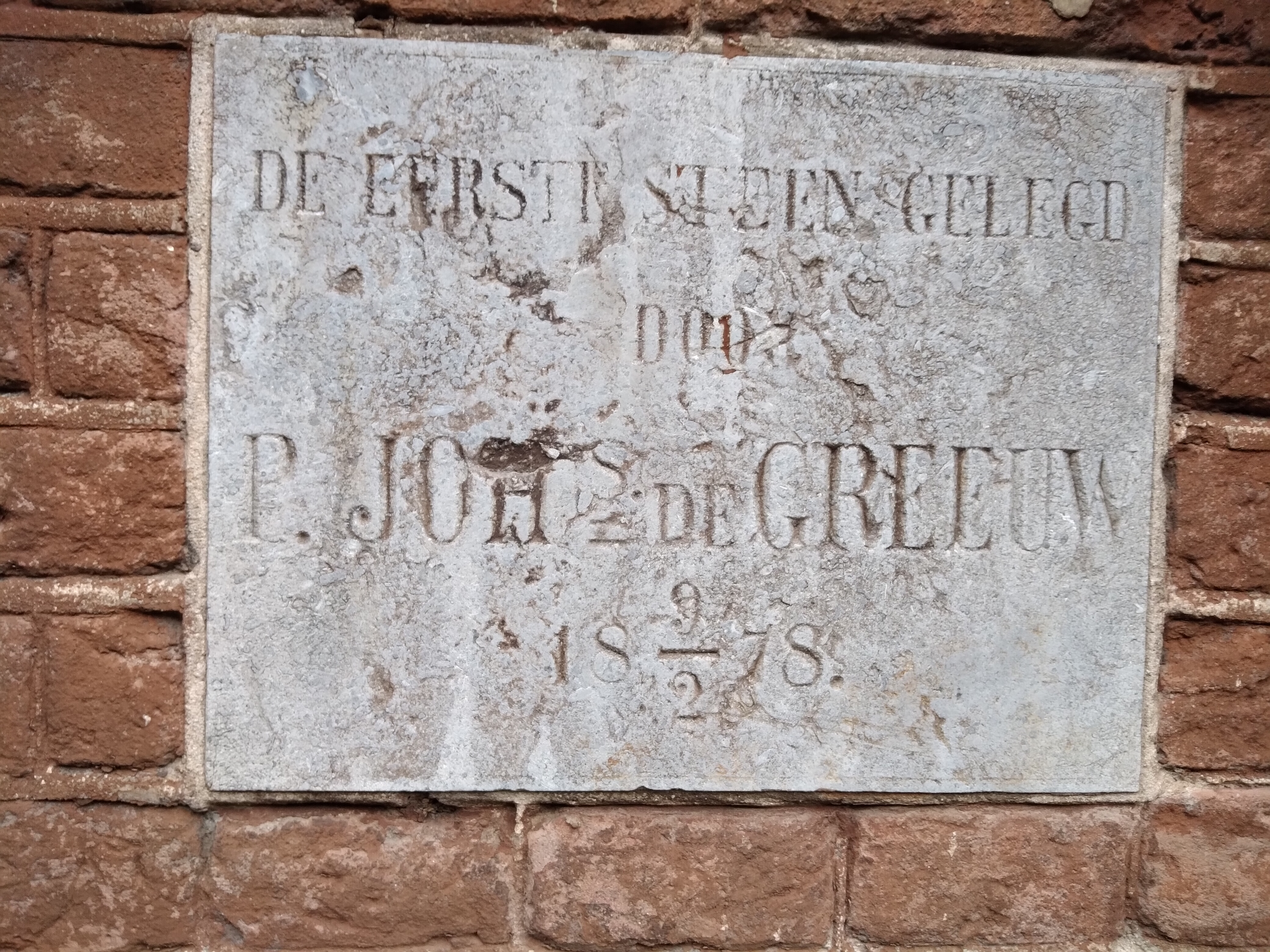
Eerste steen (februari 2021)

## Tuin
Achter de 6 huizen ligt tegenwoordig een voor Amsterdam zeer grote tuin. Voormalig was dit stuk grond een kwekerij van het vondelpark en daarna tijdlang niemandsland. De huizen hadden ieder een klein tuintje en waren gescheiden van dit stuk grond door een houten hek. Na met de voormalig beheerder van de kwekerij gesproken te hebben, kraakten de bewoners op zijn advies in 1981 het stuk land en startten daar een botanische tuin. Er kwamen diverse tuindelen: een moestuin, kruidentuin, fruitbomenperk en een compostplaats.
De tuin kwam in het open tuinenboekje terecht en kreeg zo veel bezoekers.
Als 40-jarig jubileum werd de tuin in maart 2021 door de Nederlandse tuinen stichting benoemd tot tuin van de maand.